# The Forward
The Forward est un journal juif américain publié à New York (États-Unis). Il est fondé en 1897 comme quotidien en yiddish (פֿאָרווערטס, Forverts) par Abraham Cahan (en) (qui en assure la direction jusqu’en 1946). Il est à cette époque l’organe des unionistes socialistes. 
Sa circulation grandit rapidement, en parallèle avec la montée rapide de la population yiddishophone aux États-Unis. En 1912, il était tiré à 120 000 exemplaires et vers la fin des années 1920 et le début des années 1930, le Forward était un quotidien métropolitain d'influence considérable et de circulation nationale de plus de 275 000 exemplaires, mais il avait déjà chuté à 170 000 en 1939. En 1962, on n'en imprimait plus que 56 126 en semaine et 59 636 le dimanche ; en 1983, le journal n'était plus publié qu'à titre hebdomadaire, avec un supplément en anglais. En 1990, le supplément devint un magazine indépendant, qui avait atteint une circulation de 26 183 en 2000, alors que l'édition hebdomadaire yiddish continuait de décliner à 7 000 et en deçà.
Si à aucun moment il n’oublie son passé socialiste, allant jusqu’à publier Le Capital en yiddish en fascicules, il veille à ce que le journal puisse rivaliser avec les autres quotidiens new-yorkais. Il impose un yiddish clair et simple.
Tous les sujets, tous les styles sont abordés : les feuilletons à l’eau de rose, les essais photographiques, les courriers du cœur, les articles de science et d’histoire côtoient le reportage de fond, la critique d’œuvres littéraires, des derniers spectacles et films yiddish, la fiction de talent. Les écrivains yiddish les plus populaires des années 1920-1930, Sholem Asch et Israel Joshua Singer, collaborent au journal. Isaac Bashevis Singer y publie en feuilleton et en yiddish, dans les années 1950, une œuvre comme Ombres sur l'Hudson. On y trouve aussi des traductions d’œuvres classiques et modernes, américaines et européennes.
Aujourd'hui, le Forward est publié à un rythme hebdomadaire, en éditions yiddish et anglaise séparées. Elles sont indépendantes l'une de l'autre et proposent des contenus différents. L'édition yiddish a récemment connu une légère augmentation des ventes, les cours de yiddish ayant gagné en popularité dans les universités américaines ; son tirage est à environ 3 000 exemplaires. L'éditeur actuel du Forward yiddish est Boris Sandler ; d'origine moldave, celui-ci est également l'un des plus importants auteurs yiddish contemporains. 

## Autres sources
(novembre 2024).
- « The Victim of Success », Time, 28 décembre 1962.
- Alterman, Eric, « Back to the Forward », The Nation, 22 mai 2000.
- Gray, Christopher, « Streetscapes/The Jewish Daily Forward Building, 175 East Broadway; A Capitalist Venture With a Socialist Base », The New York Times', 2 avril 2007.
- Murphy, Jarrett, Forward Backlash, The Village Voice, 11 janvier 2005.